# Tế Công truyền kỳ
《Tế Công truyền kỳ》(tên tiếng Hoa: 一笑渡凡間; tên tiếng Anh: Final Destiny; tên khác: Nhất Tiếu Độ Phàm Gian) là bộ phim thần thoại cổ trang Hồng Kông được quay và sản xuất bởi đài TVB. Với sự tham gia của Tiêu Chính Nam, Thang Lạc Văn, Thẩm Chấn Hiên và các diễn viên phụ khác như Giản Thục Nhi, Trần Tú Châu, Trương Đạt Luân, Tưởng Gia Mân, Văn Tuyết Nhi, Giang Hân Yến, Đỗ Yến Ca, Lỗ Chấn Thuận, Nguyễn Nhi, Dung Thiên Hựu, Lâu Gia Hào, Đới Diệu Minh, Thái Quốc Uy. Bộ phim được biên tập bởi Lâm Thiếu Kỳ và có sự tham gia của giám chế Vương Vỹ Nhân.

## Nội dung
Trong truyền thuyết, một con đại bàng nằm dưới tòa sen của Đức Phật đã phạm một tội ác tày trời và trốn thoát, Đức Phật đã cử một sứ giả để đi truy bắt con đại bàng này. Cả hai đã có một trận chiến khốc liệt. Năm trăm năm sau, trong lúc làm việc, nữ công xưởng thêu Lục Thanh Nhi (Giản Thục Nhi thủ vai) của trấn Hữu Đức đã tìm thấy và cưu mang một người đàn ông bị thương và ngất xỉu trong rừng. Anh được bà chủ của tiệm thêu Nhất Chi Độc Tú là Độc Cô Như (Trần Tú Châu thủ vai) cho ở lại và làm việc vì anh bị mất trí nhớ. Sau đó, anh ta đã mơ thấy mình gặp một đại sư Huệ Viễn và được giải mã về bí mật cuộc sống của anh ta. Khi tỉnh dậy, anh ta đã nhớ ra tên của mình là Lý Tu Duyên (Tiêu Chính Nam thủ vai) và nhận ra người bạn cũ của mình là Phương Chí Bằng (Thẩm Chấn Hiên thủ vai). Trong lúc ở lại làm việc tại tiệm thuê, Tu Duyên đã gặp Tô Nhu (Thang Lạc Văn thủ vai), hai người nhanh chóng trở thành kẻ thù của nhau. Sau những lần tranh chấp, họ đã thầm yêu nhau, nhưng đồng thời lúc đó, Thanh Nhi cũng đã thổ lộ tình cảm của mình dành cho Tu Duyên. Sau đó, thị trấn của họ đã bị rơi vào những nguy hiểm từ những thế lực đen tối, và Tu Duyên đã quyết định từ bỏ tất cả để cứu những người dân nơi đây. Kết thúc, tất cả mọi thứ đều là một vòng tuần hoàn nhân quả.

## Phát sóng
| Kênh                           | Khu vực phát sóng                 | Ngày ra mắt      | Khung giờ phát sóng                                                              |
| ------------------------------ | --------------------------------- | ---------------- | -------------------------------------------------------------------------------- |
| myTV Gold (Khu vực yêu cầu)    | Hồng Kông                         | 24 tháng 5, 2021 | Năm tập được cập nhật vào thứ Hai hàng tuần Tiếng Quảng Đông và tiếng Quan Thoại |
| TVB Anywhere (Khu vực yêu cầu) | TVB Anywhere (Khu vực có đăng ký) | 24 tháng 5, 2021 | Năm tập được cập nhật vào thứ Hai hàng tuần Tiếng Quảng Đông và tiếng Quan Thoại |
| TVB Jade                       | Hồng Kông                         | 24 tháng 5, 2021 | Tối thứ Hai đến thứ Sáu từ 21:30－22:30                                          |
| TVB Jade                       | TVB Anywhere (Khu vực có đăng ký) | 24 tháng 5, 2021 | Tối thứ Hai đến thứ Sáu từ 21:30－22:30                                          |
| SCTV9                          | Việt Nam                          | 24 tháng 5, 2021 | Tối thứ Hai đến thứ Sáu từ 20:00 - 21:00                                         |

## Diễn viên

### Nhất Chi Độc Tú
| Diễn viên      | Vai diễn                  | Miêu tả |
| -------------- | ------------------------- | --- |
| Đỗ Yến Ca      | Vũ Hùng                   | Ông Vũ (tên gọi bởi Lý Tu Duyên) 「Nhất Chi Độc Tú」Ông chủ và đầu bếp Người điều hành xưởng nhuộm Thái Hùng Chồng của Độc Cô Như |
| Trần Tú Châu   | Độc Cô Như                | Cô Tỷ 「Nhất Chi Độc Tú」Bà chủ Luôn giúp đỡ mọi người Vợ của Vũ Hùng Người đã nhận Lý Tu Duyên vào làm việc tại xưởng nhuộm trong tập 1 sau khi anh hồi phục |
| Tiêu Chính Nam | Lý Tu Duyên / Võ Dã Quang | A Quang Tế Công / Nam công xưởng nhuộm Năm trăm năm trước, vì con đại bàng dưới tòa sen của Đức Phật phạm phải điều ác sau đó bỏ trốn, nên ông được Đức Phật cử đi săn lùng và bắt con đại bàng về, sau đó cả hai đã có một trận chiến khốc liệt. Cuối cùng hai bên đều bị thương nặng và được đầu thai. Bạn của Phương Chí Bằng và trở thành tình địch về sau Kẻ thù không đội trời chung của Tô Nhu, sau đó cả hai nảy sinh mối quan hệ tình cảm với nhau Người trong lòng của Lục Thanh Nhi Trong tập 1, anh bị thương nặng, bất tỉnh và được phát hiện bởi Lục Thanh Nhi. Sau đó, các nữ công xưởng thêu đã đưa anh về trấn Hữu Đức để trị thương. Anh đã hồi phục ngay trong đêm đó nhưng lại bị mất trí nhớ quên cả tên và quá khứ của mình. Ngày hôm qua, Độc Cô Như và Vũ Hùng đã cho anh ở lại và nhận vào làm việc với cái tên mới Võ Dã Quang. Trong tập 2, anh đã gặp Sương Vân vào ngày cô bị giết, nên bị tình nghi về tội mưu sát Sương Vân, nhưng sau đó, dân làng của thị trấn đã làm chứng cho anh và anh được thả. Trong tập 3, vì uống rượu nên anh đã bị say và ngủ liền 3 ngày 3 đêm, và trong lúc ngủ, anh đã tìm lại được một vài mảnh ký ức của mình. Trong tập 4, anh đã gặp lại Phương Chí Bằng nhưng lúc bấy giờ anh lại không thể nhớ gì về Chí Bằng. Trong tập 5, anh đã lấy lại được ký ức của mình và nhận ra Phương Chí Bằng Tên nhân vật đồng âm với 無嘢講 nghĩa là Không có tên |
| Giản Thục Nhi  | Lục Thanh Nhi             | Nữ công xưởng thêu Thích thầm Lý Tu Duyên Trong tập 1, cô khi phát hiện ra Lý Tu Duyên bị thương và bất tỉnh, cô đã cùng nhóm nữ công xưởng thêu đưa anh về thị trấn để điều trị |
| Tưởng Gia Mân  | Trình Ngọc Bình           | Nữ công xưởng thêu |
| Nguyễn Nhi     | Vưu Mặc Xuân              | Nữ công xưởng thêu |
| Ngô Chỉ Mặc    | Lý Sương Vân              | Nữ công xưởng thêu Xem thêm tại Vụ án mưu sát liên tiếp |
| Trần Địch Khắc | Bàng Mãn                  | Nam công xưởng nhuộm |
| Dịch Trí Viễn  | Đậu Đinh                  | Nam công xưởng nhuộm |
| Lâm Tuệ Quân   |                           | Nữ công xưởng thêu |
| Quách Thiên Du |                           | Nữ công xưởng thêu |
| Ngô Ỷ San      |                           | Nữ công xưởng thêu |
| Ngô Thiên Nhi  |                           | Nữ công xưởng thêu |
| Lý Gia Tấn     |                           | Nam công xưởng nhuộm |
| Chu Diệc Bằng  |                           | Nam công xưởng nhuộm |
| Hà Tấn Lạc     |                           | Nam công xưởng nhuộm |
| Tiêu Văn Nặc   |                           | Nam công xưởng nhuộm |
| Ổ Gia Tuấn     |                           | Nam công xưởng nhuộm |

### Nha môn Trấn Hữu Đức
| Diễn viên       | Vai diễn        | Miêu tả |
| --------------- | --------------- | --- |
| Trương Đạt Luân | Lãnh Như Tùng   | Lãnh Đại nhân Thẩm phán của trấn Hữu Đức Em họ của Lãnh Như Băng Chú họ của Tô Nhu Tên nhân vật đồng âm với 懶如蟲 nghĩa là Lười biếng như con sâu |
| Thái Quốc Uy    | Đỗ Nhật An      | An Sư gia Sư gia |
| Lỗ Chấn Thuận   | Lương Đại Thăng | Lương Bổ đầu, Đại Thăng Ca Bổ đầu Ông bị khuyết tật ở chân nên phải di chuyển bằng xe lăn Sư phụ của Tô Nhu Được dân làng trấn Hữu Đức rất kính trọng |
| Thang Lạc Văn   | Tô Nhu          | Tô Bổ khoái Nữ bổ khoái Là con gái, đã qua 25 tuổi vẫn chưa lập gia đình Con gái của Lãnh Như Băng Cháu gái của Lãnh Như Tùng Đồ đệ của Lương Đại Thăng Kẻ thù không đội trời chung của Lý Tu Duyên nhưng sau đó lại nảy sinh tình cảm với anh Người yêu đơn phương của Phương Chí Bằng Tình địch của Lục Thanh Nhi |
| Đới Diệu Minh   | Tiêu Đăng       | Bổ khoái |
| Dung Thiên Hựu  | Tân Nhất Hỏa    | Bổ khoái |
| Lâu Gia Hào     | Hoàng Quốc Lập  | Bổ khoái |
| Dư Phú Căn      |                 | Nha sai |
| Trần Tiễn Hạo   |                 | Nha sai |
| Trâu Triệu Đình |                 | Nha sai |
| Giản Gia Kỳ     |                 | Nha sai |
| Châu Gia Toàn   |                 | Nha sai |
| Lý Hiển Diệu    |                 | Nha sai |

### Các vụ án đơn vị

#### Vụ án mưu sát liền kề (Tập 1-3)
| Diễn viên    | Vai diễn           | Miêu tả |
| ------------ | ------------------ | --- |
| Ngô Chỉ Mặc  | Lý Sương Vân       | 「Nhất Chi Độc Tú」Nữ công xưởng thuê Sự thật là người của nước Kim, có tên là Hội Lan Như Sương Chị gái của Tiểu Nguyệt (Hội Lan Bạch Nguyệt) nhưng đã bị thất lạc nhau trong cuộc chiến tranh vài năm trươc và cả hai gặp lại nhau ở trấn Hữu Đức Sau khi đến trấn Hữu Đức, cô được Độc Cô Như nhận vào làm và trở thành nữ công xưởng thêu, đồng thời cô cũng che giấu thân phận là người Kim của mình Trong tập 1, cô được xác nhận là đã bị thiêu cháy và bỏ ở ngọn núi phía sau Trong tập 2, Võ Dã Quang và Tô Nhu đã phát hiện ra cái xác đó không phải là của cô mà là của một người đàn bà ăn xin Trong tập 3, cô đã tiết lộ rằng mình chỉ giả bị sát hại để tránh mặt A Bất Hãn Nhật Đạt, sau đó cô cũng tiết lộ rằng cô là người của nước Kim và thừa nhận việc đánh cắp chiếc chăn Kim Long của "Nhất Chi Độc Tú" với mục đích bán lấy tiền sau khi cô rời khỏi trấn Hữu Đức. Cuối cùng, cô cũng đã đầu thú, sau khi bị cáo buộc, cô cùng Tiểu Nguyệt trở về vùng Hải Châu, nước Kim |
| Tạ Khắc Dật  | A Bất Hãn Nhật Đạt | Người Kim Trong tập 1, anh đã đưa tiền cho Độc Cô Như để cưới Lý Sương Vân về làm vợ lẽ Trong tập 2, anh đã được tìm thấy khi bị sát hại và bỏ ở ngọn núi phía sau Trong tập 3, các nhân vật chính đã tiết lộ rằng anh đã có âm mưu cưỡng bức Sương Vân. Sau khi phát hiện Sương Vân vẫn còn sống, anh đã đến nhà của Chương Văn Hiến để hỏi về tung tích của cô, dẫn đến việc cả hai ẩu đả sau đó. Trong cuộc ẩu đả, anh đã vô tình bị Văn Hiến ngộ sát và bị bỏ ở ngọn núi phía sau |
| Mạch Gia Cam | Chương Văn Hiên    | Ông chủ Chương Ông chủ của Thư Hương Trai Thích thầm Lý Sương Vân Trong tập 1, anh đã gặp Độc Cô Như để xin cô gả Sương Vân cho mình Trong tập 3, anh đã tự thú và tiết lộ rằng A Bất Hãn đã phát hiện ra Sương Vân còn sống nên đã đến Thư Hương Trai để hỏi về nơi ở của cô. Sau đó hắn đã bị anh vô tình ngộ sát. Cuối cùng, anh bị kết án lưu đày ba năm ở Sở Châu |
| Ngô Bội Như  | Tiêu Nguyệt        | Nữ công của Thư Hương Trai Sự thật là người của nước Kim, có tên là Hội Lan Bạch Nguyệt Em gái của Lý Sương Vân (Hội Lan Như Sương) nhưng đã bị thất lạc nhau trong cuộc chiến tranh vài năm trươc và cả hai đã đoàn tụ ở trấn Hữu Đức Sau khi đến trấn Hữu Đức, cô được Chương Văn Hiên nhận vào làm và trở thành nữ công tại Thư Hương Trai, đồng thời cô cũng che giấu thân phận là người Kim của mình Cô đã mua xác một người phụ nữ ăn xin để làm giả cái chết do bị giết của Sương Vân Trong tập 3, cô đã cùng Sương Vân đi đến Hải Châu Mua xác một phụ nữ ăn xin ở nghĩa trang để giả vờ rằng Xiangyun đã bị giết Đi đến Hải Châu với Xiangyun trong tập 3 |

#### Vụ án phòng hỏa (Tập 4-5)
| Diễn viên      | Vai diễn           | Miêu tả |
| -------------- | ------------------ | --- |
| Hà Viễn Đông   | Thiện Hành         | Giáo chủ của Linh Thạch giáo Trong tập 3, anh đã ghé thăm trấn Hữu Đức Trong tập 4, anh đã tiên đoán rằng trấn Hữu Đức sẽ xảy ra hỏa hoạn |
| Đàm Vĩ Quyền   | Minh Quang         | Tín đồ của Linh Thạch giáo, đến trấn Hữu Đức để làm những việc thiện |
| Phùng Dịch Sâm | Minh Triệt         | Tín đồ của Linh Thạch giáo, đến trấn Hữu Đức để làm những việc thiện |
| Văn Tuyết Nhi  | Lãnh Như Băng      | Tô Đại nương Mẹ của Tô Nhu Chị họ của Lãnh Như Tùng Trong tập 4, cô đã đánh kẻ phóng hỏa bằng một cây củi nhưng sau đó bị Thủy Kính đạo nhân đánh ngất xỉu Trong tập 4, cô đồng thời trở thành một trong những nghi phạm trong vụ phóng hỏa vì cô được tìm thấy tại hiện trường trong tình trạng bất tỉnh Trong tập thứ 4, kẻ đốt phá đã bị choáng bằng gỗ tại địa điểm đốt phá, và sau đó bị đạo sĩ Shuijing dùng gậy gỗ làm choáng váng Trong tập 4, cô bị nghi ngờ là một trong những nghi phạm đốt phá vì anh ta được tìm thấy trong tình trạng bất tỉnh tại địa điểm đốt phá Cô đã cho rằng Lâm Uy là người phóng hỏa vì hung thủ cũng có một chiếc rìu buộc ngang lưng như anh |
| Tần Khải Duy   | Thủy Kính đạo nhân | Đạo sĩ thúi Làm đạo sĩ nhưng chỉ tiếp những cô gái đẹp để lợi dụng cơ hội sàm sỡ họ Sàm sỡ Lâm Đại tẩu Trong tập 4 Trong tập 4, anh đã thấy Lăng Như Băng ở nơi xảy ra hỏa hoạn nên đã nghĩa rằng cô là hung thủ và dùng gậy đánh bất tỉnh hắn. Sau đó bị Lâm Uy dùng rìu đánh vào đầu bất tỉnh Trong tập 4, anh bị nghi ngờ là một trong những nghi phạm đốt phá vì anh ta được tìm thấy trong tình trạng bất tỉnh tại địa điểm đốt phá |
| Triệu Lạc Hiền | Lâm Uy             | Tiều phu Chồng của Lâm Đại tẩu Trong tập 4, anh đã thấy Thủy Kính đạo nhân ở nơi xảy ra hỏa hoạn nên đã nghĩa rằng hắn là hung thủ và dùng rìu đánh bất tỉnh hắn. Sau đó vô tình bị té đập đầu vào bậc thềm nên bị hôn mê Trong tập 4, anh bị nghi ngờ là một trong những nghi phạm đốt phá vì anh ta được tìm thấy trong tình trạng bất tỉnh tại địa điểm đốt phá Vì Thủy Kính đạo nhân đã sàm sỡ vợ anh nên anh đã vu khống tội phóng hỏa cho hắn dù không rõ |
| Thẩm Ái Lâm    | Lâm Đại tẩu        | Vợ của Lâm Uy Đến xem quẻ ở chỗ của Thủy Kính đạo nhân sau đó bị ông ta sàm sỡ |

### Các nhân vật khác
| Diễn viên       | Vai diễn          | Miêu tả |
| --------------- | ----------------- | --- |
| Thẩm Chấn Hiên  | Phương Chí Bằng   | Thư sinh / Công tử Năm trăm năm trước, anh là con đại bàng dưới tòa sen của Đức Phật nhưng vì làm điều ác nên đã bỏ trốn. Vì thế nên Đức Phật đã sai sứ giả đi trùy bắt anh về, cả hai đã có một trận chiến nảy lửa. Cuối cùng, hai bên đều bị thương và được đầu thai Đến từ tỉnh Phúc Châu Có võ công cao cường Bạn của Lý Tu Duyên nhưng sau đó trở thành tình địch\ Thích thầm Tô Nhu Xuất hiện trong tập 4, anh đến trấn Hữu Đức để hỏi giáo chủ của Linh Thạch giáo về tung tích của Lý Tu Duyên, sau đó anh đã gặp lại được Lý Tu Duyên nhưng đáng tiếc là Tu Duyên đã mất trí nhớ Trong tập 5, sau khi Lý Tu Duyên lấy lại được trí nhớ, Tu Duyên đã nhận ra được anh và nhớ lại được quá khứ của mình |
| Văn Tuyết Nhi   | Lãnh Như Băng     | Tô Đại nương Cô là một người phụ nữ hào hiệp khi còn trẻ Mẹ của Tô Nhu và thường sắp đặt những cuộc hẹn hò bí mật cho Tô Nhu vì lo lắng rằng Tô Nhu sẽ không thể lấy chồng Chị họ của Lãnh Như Tùng Rất mến Lý Tu Duyên và định ghép đôi anh với Tô Nhu Xuất hiện trong tập 2 Xem thêm tại Vụ án phóng hỏa |
| Giang Hân Yến   | Đinh Đại nương    | Xuất hiện trong tập 6 |
| Doãn Thi Bái    | Trương Kiều       | Kiều Bí Đao Người buôn bán bí đao |
| Chúc Văn Quân   | Lan Cô            | |
| Đỗ Đại Vĩ       | Huệ Viễn thiền sư | Sư trụ trì của chùa Linh Ấn Sư phụ của Lý Tu Duyên (tức Võ Dã Quang) |
| Mạch Vĩ Văn     | Dung Đại phu      | Đại phu của trấn Hữu Đức Trong tập 1, ông đã điều trị cho Lý Tu Duyên khi anh bị thương nặng và bất tỉnh, và ông là người đã chuẩn đoán rằng Tu Duyên phải mất hai đến ba tháng để phục hồi |
| Trương Vĩ Đằng  | Tôn Thúc          | |
| Hoàng Tử Vĩ     | Tôn Tẩu           | |
| Giang Phú Cường | Đại Thanh Công    | |
| Lương Gia Vịnh  | Ba Thái Liên      | Liên Cải Rổ Người buôn bán cải rổ |
| Lương Bá Xuyên  |                   | Dân làng |
| La Vĩnh Kiện    |                   | Dân làng |
| Tô Lệ Minh      |                   | Dân làng |
| Tăng Tuệ Văn    |                   | Dân làng |
| Hoàng Vinh Sân  |                   | Dân làng |
| Hoàng Dĩnh Quân |                   | Dân làng |
| Trần Vĩnh Xương |                   | Dân làng (xuất hiện trong tập 1) |
| Lý Tử Khiêm     |                   | Dân làng (xuất hiện trong tập 1) |
| Trịnh Thứ Phong | Đỗ Lão gia        | Xuất hiện trong tập 1 |
| Đặng Anh Mẫn    | Vạn Thế Giang     | Vạn Lão gia Người giàu nhất trấn Hữu Đức (xuất hiện trong tập 1 - 2) |
| Tăng Kiện Minh  | Lỗ Bá             | Người buôn bán hàng xóm, chuyên bán gừng, tỏi, ớt (xuất hiện trong tập 1 - 2) |
| Trần Gia Tuấn   |                   | Gia đinh (xuất hiện trong tập 2) |
| Lê Văn Kiệt     |                   | Gia đinh (xuất hiện trong tập 2) |
| Vệ Chí Hào      |                   | Tân khách (xuất hiện trong tập 2) |
| Du Lương Duy    |                   | Tân khách (xuất hiện trong tập 2) |
| Vĩ Liệt         |                   | Lão sư (xuất hiện trong tập 2) |
| Ngô Triển Hoa   |                   | Người canh gác (xuất hiện trong tập 2) |
| Thi Trác Nhật   |                   | Tín đồ của Linh Thạch giáo (xuất hiện trong tập 3 - 5) |
| Trần Gia Duy    |                   | Tín đồ của Linh Thạch giáo (xuất hiện trong tập 3 - 5) |
| Trần Duệ Phong  |                   | Tín đồ của Linh Thạch giáo (xuất hiện trong tập 3 - 5) |
| Liêu Gia Tước   |                   | Tín đồ của Linh Thạch giáo (xuất hiện trong tập 3 - 5) |
| Lâm Tuấn Kỳ     |                   | Sĩ binh (xuất hiện trong tập 3) |
| Văn Thuyên Vĩ   |                   | Sĩ binh (xuất hiện trong tập 3) |
| Bàng Hoài An    | Trần Bỉnh         | Xuất hiện trong tập 4 |
| Trần Vinh Tuấn  |                   | Người đưa tin (xuất hiện trong tập 4) |
| Ngô Hương Luân  |                   | Người đưa tin (xuất hiện trong tập 4) |
| Lâm Hạo Văn     |                   | Cai ngục (xuất hiện trong tập 4) |
| Tô Trác An      |                   | Cai ngục (xuất hiện trong tập 4) |
| Trịnh Tuấn Hy   |                   | Tiểu nhị (xuất hiện trong tập 4 - 5) |
| Quan Vĩ Luân    |                   | Ba của Lý Tu Duyên (xuất hiện trong tập 5) |
| Lưu Quế Phương  |                   | Mẹ của Lý Tu Duyên (xuất hiện trong tập 5) |
| La Hồng         |                   | Lão sư (xuất hiện trong tập 5) |
| Đàm Khôn Luân   | Đại Lạp Mặc       | Xuất hiện trong tập 5 |
| Hoàng Vĩ Đường  | Nhị Phiết Kê      | Xuất hiện trong tập 5 |
| Trang Tư Mẫn    | Nhậm Toàn Cơ      | Bàng Phu nhân Người đã lợi dụng tình cảm của Lãnh Như Tùng để ông thả Bàng Anh ra |
| Hà Khải Nam     | Bàng Anh          | Con của Bàng Lão gia |
| Vu Dương        | Bàng Lão gia      | Cha của Bàng Anh |
| Lý Hào          |                   | |
| Lợi Dĩnh Di     | Tiểu Lan          | |
| La Dục Nghi     |                   | |

## Giai thoại
- Bộ phim này là bộ đầu tiên Thang Lạc Văn đảm nhiệm nữ chính.
- Bộ phim này là bộ đầu tiên Thẩm Chấn Hiên tham gia sau khi trở về tổ ấm TVB.
- Bộ phim này là lần thứ hai Tiêu Chính Nam và Thang Lạc Văn hợp tác sau《Võ lâm phục sinh》.
- Bộ phim này là lần thứ hai Tiêu Chính Nam và Trang Tư Mẫn hợp tác sau《Con rối hào môn》.
- Bộ phim này là sự hợp tác giữa Thang Lạc Văn, Trương Đạt Luân, Giang Hân Yến và Hà Viễn Đông sau《Mất trí 24 giờ》.
- Bộ phim này là sự hợp tác giữa Giản Thục Nhi và Trương Đạt Luân sau《Ngày tốt lành》.
- Bộ phim này là lần thứ ba Giang Hân Yến và Hà Viễn Đông hợp tác sau《Lời sám hối muộn màng》và《Mất trí 24 giờ》.
- Bộ phim này là sự hợp tác giữa Đỗ Đại Vĩ, Mạch Gia Cam và Hà Khải Nam sau《Mái ấm gia đình 4》.
- Hầu hết nhân viên và diễn viên của bộ phim này đã tham gia《Mái ấm gia đình 4》,《Đồng tiền có tội》và《Lời sám hối muộn màng》.
- Bộ phim này là bộ phim cổ trang đầu tiên của Giản Thục Nhi và Trang Tư Mẫn.
- Bộ phim này là lần thứ hai Đỗ Yến Ca và Trần Tú Châu đóng vai vợ chồng sau《Ái ngã thỉnh lưu ngôn》.
- Bộ phim này là bộ cuối cùng Trần Tú Châu và Lâu Gia Hào tham gia trước khi rời TVB.
- Bộ phim này là bộ cổ trang tự sản xuất của TVB tiếp sau《Nha hoàn liên minh》công chiếu ngày 30 tháng 10, 2019. Thang Lạc Văn cũng tham gia bộ phim này.

## Ký sự
- Ngày 15 tháng 6 năm 2020: Lễ họp báo ra mắt phim.[3]
- Ngày 16 tháng 5 năm 2021: Các diễn viên chính của phim tham gia chương trình《Have a Big Laugh》để quảng bá phim.
- Ngày 20 tháng 5 năm 2021: Các hoạt động quảng bá phim「Tế Công truyền kỳ」được tổ chức lúc 15:00 tại Đài truyền hình TVB thành phố Tướng Quân Áo.[4]